# Dieselmotorvagn

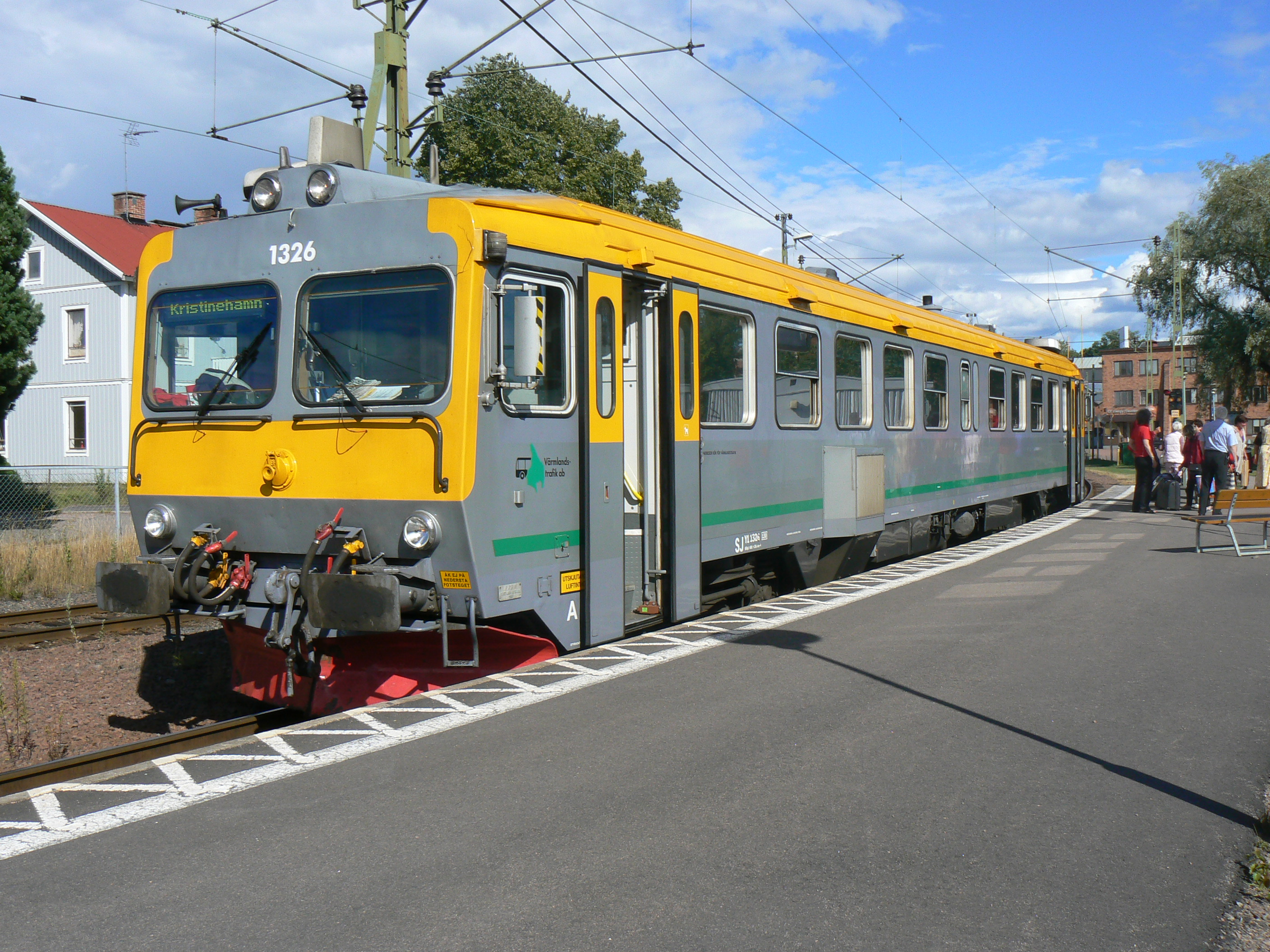
En svensk dieselmotorvagn av typen Y1, tillverkad av Fiat Ferroviaria och Kalmar Verkstad

En dieselmotorvagn är en motorvagn som använder en dieselmotor för framdrivning, och kan ses vara nära besläktad med bensinmotorvagnar. I vissa fall har bensinmotorvagnar försetts med dieselmotorer och då blivit dieselmotorvagnar. Dieselmotorvagnar kan ofta hopkopplas till tågsätt som då kallas för dieselmotorvagnståg. Dieselmotorvagnsliknande järnvägsfordon har funnits sedan minst 1910-talet, och många har sitt ursprung i bensinmotorvagnar, vilka – till skillnad från dieselmotorvagnar – använder en bensinmotor för framdrivning. Motorvagnar med förbränningsmotorer fick en rejäl lansering under början av 1900-talet, då många järnvägsbolag ville sänka såväl kostnader som restider, något som motorvagnar ofta kunde bidra till. I mitten av 1900-talet utvecklades många dieselmotorvagnar och vissa kom även till stor användning, bland dem Budd Diesel Rail Car, som konstruerades av Budd Company och  som kom att användas av drygt 30 järnvägsbolag och tillverkades i drygt 400 examplar.

## Framdrivning
Effekten från dieselmotorn överförs till vagnens hjul via en transmission:
- Dieselelektriska motorvagnar använder sig av en generator som omvandlar motorns kraft till ström, vilken matas till motorvagnens traktionsmotorer.
- Dieselmekaniska motorvagnar har en mekanisk koppling mellan motorn och en växellåda som sedan överför kraften till hjulen.[4]
- Dieselhydrauliska motorvagnar har en hydraulisk koppling till växellådan.